# Paxton, Massachusetts
Paxton är en kommun (town) i Worcester County i Massachusetts. Orten har fått namn efter Charles Paxton som var tullchef i Bostons hamn. Paxton är säte för Anna Maria College.